# Кочис
Кочис (1805 — 8 июня 1874) — вождь чоконенов, одной из групп чирикауа-апачей, и лидер восстания, которое вспыхнуло в 1861 году. Кочис являлся наиболее значительной фигурой в истории Американского Юго-Запада в XIX веке и одним из величайших лидеров среди североамериканских индейцев. Округ Кочис в Аризоне назван в его честь.

## Ранние годы
Кочис родился приблизительно в 1805 году в одной из общин чоконенов. В тот период отношения между чирикауа и мексиканцами были мирными. Примерно в возрасте шести лет Кочис уже охотился на мелких птиц и животных с помощью лука и стрел. В этом возрасте мальчики чирикауа отделялись от девочек и начинали играть в игры, которые развивали выносливость, скорость и силу, такие как бег наперегонки, перетягивание каната, борьба и другие. Также с 6-7 лет они обучались верховой езде.
Физическое развитие, самодисциплина и независимость главенствовали на следующем этапе взросления. Когда мальчику из племени чирикауа исполнялось 10 лет, то он выполнял обязанности охранника лагеря и разведчика. Примерно в возрасте 14 лет юноша-чирикауа начинал обучаться воинскому искусству. Воины чирикауа проходили испытания, в которых учились стойко переносить суровые тяготы войны. Кочис с юных лет проявил себя как дисциплинированный и физически развитый юноша, готовый участвовать в военных действиях.
После провозглашения Мексикой независимости, отношения между мексиканцами и чирикауа ухудшились и привели к вооружённым столкновениям. Мексиканское правительство игнорировало недовольство апачей, в ответ индейцы совершили несколько рейдов на поселения мексиканцев. В возрасте 20 лет Кочис являлся одним из военных лидеров чоконенов. Его рост составлял 5 футов и 10 дюймов (178 см), а вес 75 кг. Во время войны с мексиканцами был убит отец Кочиса. В 1848 году мексиканцы захватили в плен самого Кочиса. Он находился в заключении около шести недель. За это время чоконены пленили более 20 мексиканцев и обменяли их на своего лидера.

## Война с американцами
После того, как Соединённые Штаты одержали победу в Американо-мексиканской войне, они получили контроль над Нью-Мексико и Аризоной.
К 1858 году Кочис становится основным военным лидером всех чоконенов. В том же году он впервые встретился с представителями правительства США. Мирные отношения между чирикауа и американцами продолжались до 1861 года, когда группа апачей атаковала ранчо белых поселенцев. В этом рейде был обвинён Кочис. Офицер армии США Джордж Баском пригласил его, вместе с родственниками, в армейский лагерь. Ничего не подозревающего Кочиса попытались арестовать, но ему удалось бежать. Его родственники были захвачены, один человек убит. Примерно через час вождь чоконенов вернулся и пытался переговорить с американцами, в ответ Баском приказал открыть огонь по нему. Позже Кочис взял в заложники несколько белых, которых хотел обменять на чоконенов. Но переговоры провалились, в основном из-за действий Баскома. Большинство заложников и с той, и с другой стороны было убито.
Возмущённый вероломством Баскома, вождь чоконенов пообещал отомстить американцам. В течение нескольких следующих лет он возглавлял рейды чоконенов. Индейцы убили, по разным данным, от несколько сотен до 5000 белых.

## Последние годы жизни

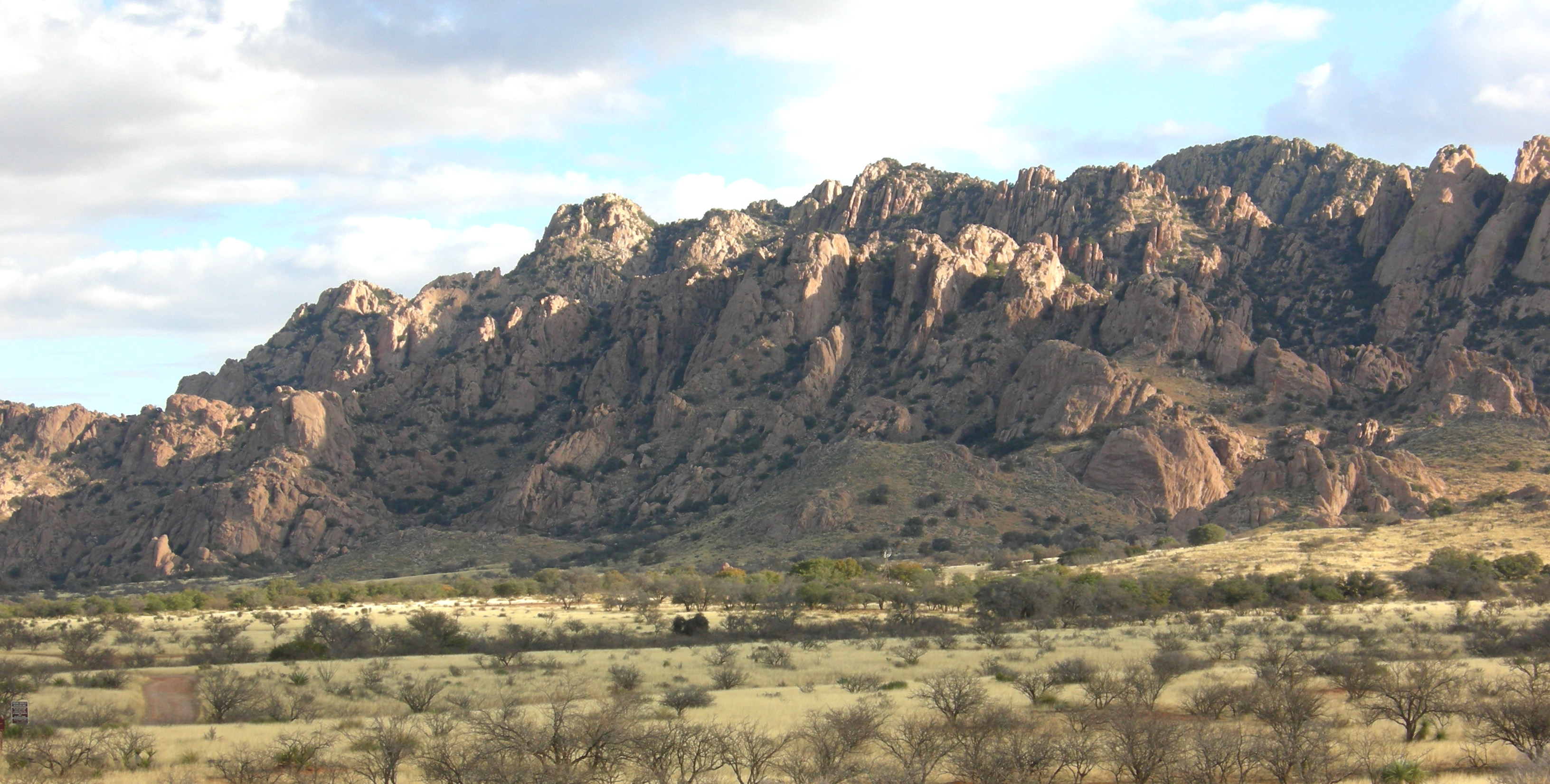
Драгунские горы.

Постепенно американской армии удалось загнать группу Кочиса в район Драгунских гор. Лидер чоконенов продолжал войну до 1872 года, когда вновь начались переговоры между американскими властями и чирикауа. Мирный договор удалось заключить благодаря Тому Джеффордсу, одному из немногих белых друзей Кочиса.
После заключения мира вождь чоконенов отправился в резервацию, вместе со своим другом Джеффордсом, который был назначен индейским агентом. Кочис скончался в 1874 году и был похоронен в Драгунских горах. Только близкие люди вождя знали точное место его погребения, которое на сегодняшний день неизвестно.

## В искусстве
Образ Кочиса выведен в ряде книг и кинофильмов, к примеру:
- 1948 — вестерн «Форт Апачи» (англ. Fort Apache) режиссёра Джона Форда по мотивам романа Джеймса Уорнера Беллы «Бойня». Роль Кочиса исполнил мексиканский актёр Мигель Инклан[4].
- 1950 —  вестерн «Сломанная стрела[англ.]» режиссёра Делмера Дэйвса. Роль вождя Кочиса исполнил актёр Джефф Чандлер[5].
- 1952 — вестерн «Битва на Перевале Апачей» (англ. The Battle at Apache Pass) режиссёра Джорджа Шермана. Сюжет касается исторической Битвы на Перевале Апачи[англ.] 1862 года. Роль вождя Кочиса исполнил актёр Джефф Чандлер.
- 1953 — вестерн «Завоевание Кочиса[англ.]» режиссёра Уильяма Касла. Роль Кочиса сыграл актёр Джон Ходяк[6]. События фильма разворачиваются в 1853 году и связаны с Договором Гадсдена.
- 1954 — вестерн «Таза, сын Кочиса[англ.]» режиссёра Дугласа Сирка[7]. Роль вождя Кочиса исполнил актёр Джефф Чандлер в третий раз за свою карьеру[8].

Также Кочису посвящена песня группы «Audioslave» и инструментальная композиция Майка Олдфилда.